# درامز (گروه موسیقی)
درامز (به انگلیسی: The Drums) یک گروه/پروژهٔ ایندی پاپ آمریکایی از نیویورک است. این گروه در ابتدا توسط جاناتان پیرس و جیکوب گراهام با نام گوت اکسپلوژن تشکیل شد، و بعدها آدام کسلر و کانر هنویک به‌آن اضافه شدند. گراهام در سال ۲۰۱۶ از گروه خارج شد. از آن زمان تاکنون، گروه به‌صورت پروژه‌ای تک‌نفره تحت مدیریت تنها عضو باقی‌مانده، جاناتان پیرس، فعالیت می‌کند.

## تشکیل
اعضای بنیان‌گذار، جاناتان (جانی) پیرس و جیکوب گراهام، در کودکی هنگام حضور در اردوگاه کتاب مقدس با یکدیگر آشنا شدند و دوستی‌شان شکل گرفت. چند سال پس از آن، آن‌ها گروهی کوتاه‌مدت در سبک الکتروپاپ تأسیس کردند که ابتدا با نام گوت اکسپلوژن شناخته می‌شد و سپس نام آن به الکلند یافت. آن‌ها در سال ۲۰۰۵ آلبومی با نام طلایی منتشر نمودند و با تک‌آهنگ «جدا» توجه مخاطبان‌را به خود جلب کردند.
در سال ۲۰۰۸، پیرس و گراهام ایدهٔ گروهٔ درامز را مطرح کردند و پیرس به کیسیمی، فلوریدا که گراهام در آن زمان در آنجا زندگی می‌کرد، نقل مکان کرد تا بتوانند راحت‌تر با هم همکاری کنند. آن‌ها سپس در بهار سال ۲۰۰۹ به بروکلین نقل مکان کردند، جایی که آنتونیا اسلیتر، درامر، و آدام کسلر، گیتاریست پیشین گروهٔ الکلند، به جمع اعضای گروه پیوستند تا صدای اجرای زنده‌شان را کامل کنند. گروه در عرض یک هفته پس از رسیدن به بروکلین، اولین اجرای خود را در کیک شاپ نیویورک به‌عنوان بخشی از جشنوارهٔ موسیقی پاپ نیویورک انجام داد. در اکتبر ۲۰۰۹، گروه اولین ئی‌پی خود با نام «فصل تابستان!» را منتشر کرد.